# Ellory Elkayem
Ellory Elkayem est un réalisateur néo-zélandais né le 12 août 1970 à Christchurch.

## Filmographie
Très jeune, il travaille à des films. Après avoir acquis une formation dans une école de cinéma, il commence sa carrière en travaillant à des publicités, des clips et des émissions de télévision tel L'Étalon noir. À cette époque, Elkayem réalise également plusieurs courts métrages en partie subventionnés par le gouvernement de Nouvelle-Zélande.
Il se fait remarquer avec Larger than Life, un court métrage de 13 minutes en noir et blanc, FX, rendant hommage au film d'horreur d'Hollywood des années 1950 et mettant en vedette une araignée géante et mangeuse d'hommes. Produit par Jamie Selkirk et financé par la New Zealand Film Commission (en), Larger than Life obtient un certain succès auprès de la critique du Festival du film de Telluride (1998) et, plus tard, attire l'attention des producteurs d'Holywood Dean Devlin et Roland Emmerich (Independence Day, Godzilla, Le Jour d'après), qui recrutent Elkayem pour scénariser et réaliser Arac Attack, les monstres à huit pattes, un film basé sur Larger than Life, ayant un budget de 30 millions de dollars, mettant en vedette David Arquette, Kari Wuhrer et Scarlett Johansson et distribué par Warner Bros..
Depuis, Elkayem travaille sur des films d'horreur à petit budget tels Return of the Living Dead: Necropolis (en), Return of the Living Dead: Rave from the Grave (en) et Without a Paddle: Nature's Calling (en).